# Olari (okręg Gorj)
Olari – wieś w Rumunii, w okręgu Gorj, w gminie Plopșoru. W 2011 roku liczyła 870 mieszkańców.